# 膜苞藁本
膜苞藁本（学名：Ligusticum oliverianum）为伞形科藁本属的植物，是中国的特有植物。分布在中国大陆的西藏、四川、云南、湖北等地，生长于海拔2,000米至4,300米的地区，多生在山坡草地，目前已由人工引种栽培。